# Durchwurzelung

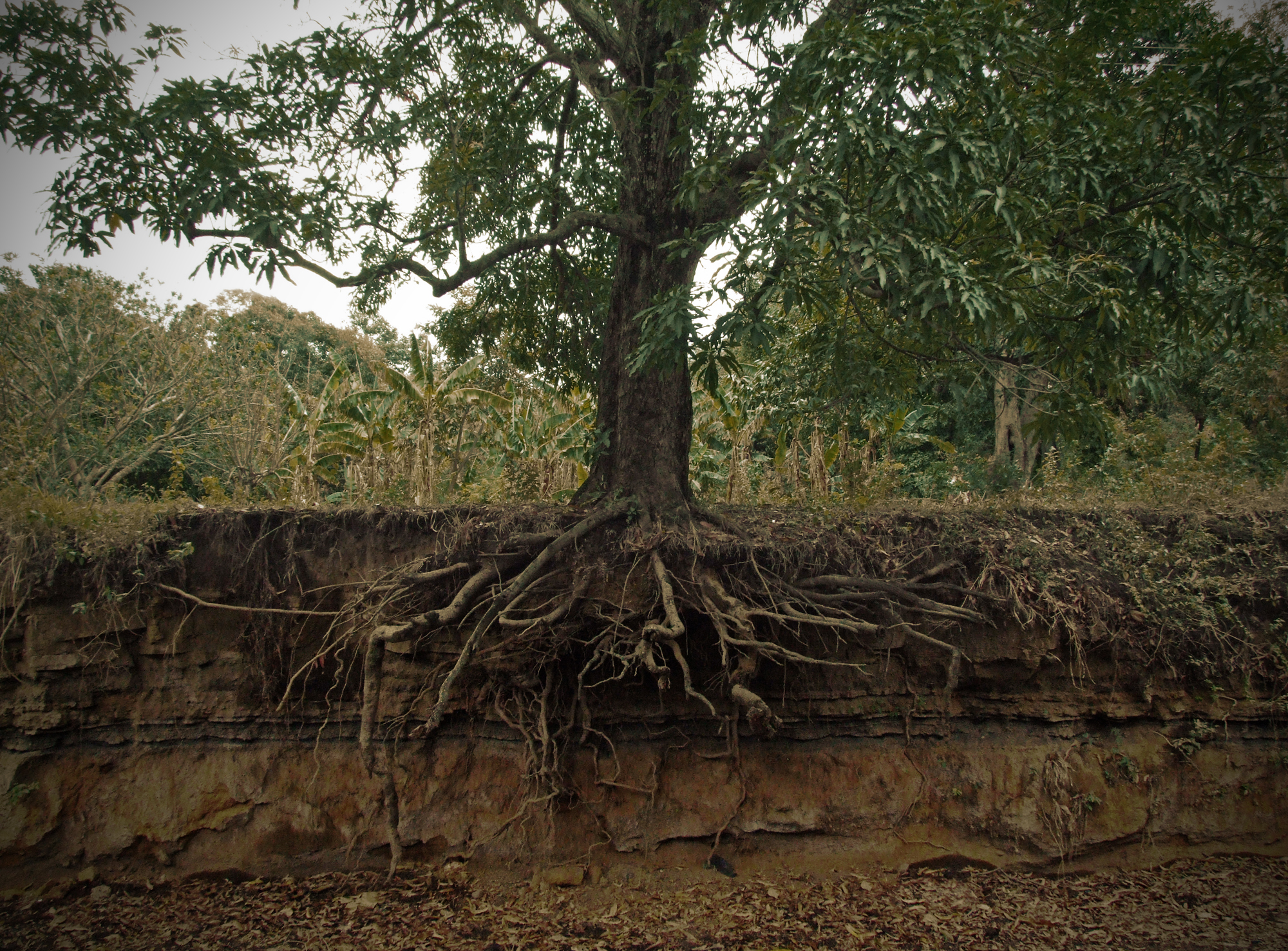
Durchwurzelung des Bodens durch Gräser, Kräuter, Stauden und einen Mangobaum

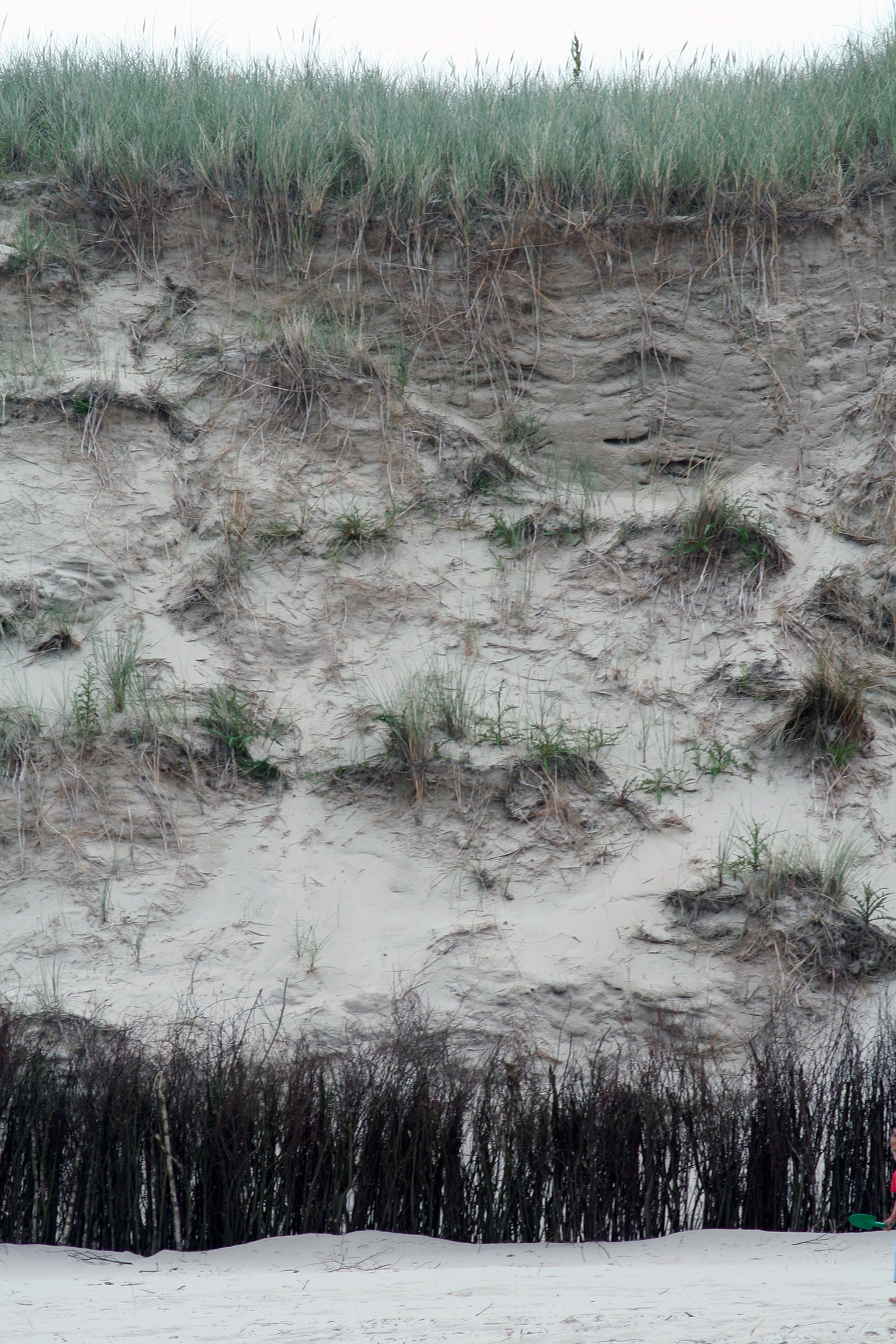
Aufschluss einer mit Strandhafer befestigten Küstendüne (Spiekeroog)

Die Durchwurzelung des Bodens ist die Durchdringung der Bodenhorizonte und ggf. auch des darunter befindlichen anstehenden Gesteins mit den Wurzeln einer oder mehrerer Pflanzenarten, die in unterschiedlichen Tiefen aus Haupt- und Feinwurzeln verschieden ausgebildete Wurzelsysteme entwickeln. Der oberirdischen Vegetationsschichtung entspricht eine noch zu wenig untersuchte unterirdische Wurzelschichtung, die eine effektive ökologische Nutzung des Bodenraumes ermöglicht.

## Ökologische Bedeutung
Bei starker Durchwurzelung kann es zwischen verschiedenen Pflanzen zu einer Wurzelkonkurrenz um Wasser und Nährstoffe kommen. Eine starke Durchwurzelung erschwert das Ausgraben des Wurzelstocks einer einzelnen Pflanze, wenn dieser mit den Wurzelwerken anderer Pflanzen verflochten ist.

### Verwitterung und Bodenbildung
Abgestorbene Pflanzenteile, zu denen auch abgestorbene Wurzeln gehören, tragen zur Humusbildung und Bodenbildung bei. Die Durchwurzelung kann aber auch die Verwitterung fördern, wenn Gesteine oder Mauern durchdrungen und durch das Dickenwachstum von Wurzeln zerklüftet werden. Die Durchwurzelung erleichtert vielen Bodenorganismen die Fortbewegung in ihrem unterirdischen Biotop, da abgestorbene Wurzelteile Wurzelgänge hinterlassen. Bodentiere lockern den Untergrund durch ihre Grabgänge zusätzlich auf und düngen ihn durch ihre Ausscheidungen, was die Durchwurzelung fördert. Die mechanische, chemische und biologische Zersetzung organischer Substanz erfolgt durch das Edaphon, das wasser- und luftgefüllte Hohlräume des Bodens besiedelt.

### Schutz vor Wassererosion
Wurzelgänge erhöhen die Durchlässigkeit des Bodens und begünstigen so die Versickerung von Niederschlagswasser, was den Oberflächenabfluss verhindert oder vermindert. Außerdem halten Wurzelgeflechte den Boden zusammen, so dass durch diese Bodenbefestigung der Abtragung durch Wasser und Wind vorgebeugt wird und in Hanglagen auch Hangrutschungen verhindert werden. Die Wasseraufnahme der Pflanzen wirkt der Entstehung von Staunässe entgegen, die bei Verschlämmung die Gefahr der Bodenerosion zusätzlich erhöht. Jedoch nur speziell angepasste Pflanzen gedeihen bei anhaltender Nässe, ohne dass ihre Wurzeln Schaden nehmen. In Südostasien wird als Bodenschutz an Feldrändern Vetiver angepflanzt.

### Schutz vor Winderosion
Gegen die Winderosion kann z. B. an Küstendünen der Bewuchs mit Pionierpflanzen der Dünenvegetation unterstützt werden. Durch die Bepflanzung und die daraus folgende Durchwurzelung des Dünensands wird an der Nordsee und Ostsee die Weiterverlagerung von Wanderdünen verlangsamt.

### Tropen und Subtropen
Bepflanzung zum Zwecke der Durchwurzelung gehört zu den Maßnahmen, mit denen auch der Desertifikation entgegengewirkt werden soll.
Die Entwaldung in tropischen Regenwaldgebieten sowie in Baumsavannen in Entwicklungsländern, in denen Brennholz vielerorts der Energieträger ist, mit dem Herdfeuer betrieben werden, um Grundnahrungsmittel wie Mais, Hirse, Yams und Maniok zu kochen, aber auch die Brandrodungen beim Wanderfeldbau verringern die Verdunstungsrate aus den schwindenden Baumbeständen, wodurch die Niederschläge geringer ausfallen, was einen Rückgang der Vegetation und der Durchwurzelung des Bodens zur Folge hat. Der vermehrte Oberflächenabfluss in den Regenzeiten bewirkt eine linienhafte und flächenhafte Abspülung der humushaltigen oberen Bodenschichten, so dass viele Böden in den Tropen von Lateritisierung betroffen sind, die eine Neubepflanzung erheblich erschwert oder unmöglich macht. In den Tropen und Subtropen sind der Etagenanbau und Stockwerkanbau die nachhaltigen Anbauformen, bei denen die Durchwurzelung des Bodens vor Austrocknung und Brandschäden verschont bleibt.

### Gemäßigte Zone
Auf landwirtschaftlich genutzten Flächen der gemäßigten Breiten spielt die Durchwurzelung des Bodens ebenfalls eine wichtige Rolle und zwar in Gebieten, in denen Böden vor allem beim Maisanbau in Monokulturen von Erosion betroffen sein können, sowie auch beim Weinbau in Hanglagen, in denen durch die Reliefenergie ohnehin eine stärkere Abtragung erfolgt, wenn die Böden keine ausreichende Durchwurzelung aufweisen. Bergbauern sehen eine ihrer Aufgaben darin, die traditionell bewirtschaftete Kulturlandschaft und auch die natürliche Alpenflora zu erhalten, damit die Durchwurzelung des Bodens die Erosion aufhalten kann.
Herbizide vernichten viele Ackerbeikräuter und unterbinden eine vielfältige Durchwurzelung des Ackerbodens. Insektizide dezimieren neben den Fraßschädlingen auch nützliche Bodenorganismen, die den Boden auflockern, die Humusbildung fördern und so das Bodengefüge verbessern. Der Einsatz von Herbiziden und Insektiziden erhöht deshalb die Wahrscheinlichkeit der Bodenverdichtung bei Bewirtschaftung der Flächen mit schweren landwirtschaftlichen Maschinen. Bodenverdichtung ist erstens für das Wurzelwachstum der Anbaupflanzen nachteilig und verhindert zweitens das Versickern des Niederschlagswassers, weshalb es in Gebieten mit hohem Anteil an konventionell bewirtschafteter landwirtschaftlicher Nutzfläche nach langanhaltenden Starkregen durch verstärkten Oberflächenabfluss zu Überschwemmungen kommen kann.
Im ökologischen Landbau ist man unter anderem bestrebt, die Durchwurzelung des Bodens und ihre ökologische Schutzfunktion zu erhalten.

## Straßen- und Wegebau
An Böschungen besonders im Straßen- und Wegebau ist in Deutschland eine Bepflanzung zwecks Durchwurzelung zur Bodenbefestigung vorgeschrieben.

## Dachbegrünung
Für Dächer, bei denen eine Dachbegrünung vorgesehen ist, ist bei den meisten Bauweisen ein Durchwurzelungsschutz erforderlich.